# 7.ª etapa de la Vuelta a España 2018
La 7.ª etapa de la Vuelta a España 2018 tuvo lugar el 31 de agosto de 2018 entre Puerto Lumbreras y Pozo Alcón sobre un recorrido de 185,7 km y fue ganada por el ciclista francés Tony Gallopin del equipo AG2R La Mondiale. El ciclista francés Rudy Molard del equipo Groupama-FDJ conservó el maillot de líder.

## Clasificación de la etapa
| \| Clasificación de la etapa \| Clasificación de la etapa \| Clasificación de la etapa \| Clasificación de la etapa \| Clasificación de la etapa \| \| Ciclista \| Ciclista \| Equipo \| Tiempo \| \| \| ------------------------- \| ------------------------- \| ------------------------- \| ------------------------- \| ------------------------- \| \| 1.º \| Tony Gallopin \| AG2R La Mondiale \| 4 h 18 min 20 s \| \| \| 2.º \| Peter Sagan \| Bora-Hansgrohe \| + 5 s \| \| \| 3.º \| Alejandro Valverde \| Movistar Team \| + 5 s \| \| \| 4.º \| Eduard Prades \| Euskadi-Murias \| + 5 s \| \| \| 5.º \| Omar Fraile \| Astana \| + 5 s \| \| \| 6.º \| Rigoberto Urán \| EF Education First-Drapac \| + 5 s \| \| \| 7.º \| Ion Izagirre \| Bahrain-Merida \| + 5 s \| \| \| 8.º \| Enric Mas \| Quick-Step Floors \| + 5 s \| \| \| 9.º \| Wilco Kelderman \| Team Sunweb \| + 5 s \| \| \| 10.º \| Sepp Kuss \| LottoNL-Jumbo \| + 5 s \| \| |                    |                           |                 |
| |                    |                           |                 |
| Fuente: ProCyclingStats |                    |                           |                 |
| Clasificación de la etapa |                    |                           |                 |
| Ciclista | Ciclista           | Equipo                    | Tiempo          |
| 1.º | Tony Gallopin      | AG2R La Mondiale          | 4 h 18 min 20 s |
| 2.º | Peter Sagan        | Bora-Hansgrohe            | + 5 s           |
| 3.º | Alejandro Valverde | Movistar Team             | + 5 s           |
| 4.º | Eduard Prades      | Euskadi-Murias            | + 5 s           |
| 5.º | Omar Fraile        | Astana                    | + 5 s           |
| 6.º | Rigoberto Urán     | EF Education First-Drapac | + 5 s           |
| 7.º | Ion Izagirre       | Bahrain-Merida            | + 5 s           |
| 8.º | Enric Mas          | Quick-Step Floors         | + 5 s           |
| 9.º | Wilco Kelderman    | Team Sunweb               | + 5 s           |
| 10.º | Sepp Kuss          | LottoNL-Jumbo             | + 5 s           |

## Clasificaciones al final de la etapa

### Clasificación general
| \| Clasificación general \| Clasificación general \| Clasificación general \| Clasificación general \| Clasificación general \| \| Ciclista \| Ciclista \| Equipo \| Tiempo \| \| \| --------------------- \| --------------------- \| --------------------- \| --------------------- \| --------------------- \| \| 1.º \| Rudy Molard \| Groupama-FDJ \| 26 h 44 min 40 s \| \| \| 2.º \| Alejandro Valverde \| Movistar Team \| + 47 s \| \| \| 3.º \| Emanuel Buchmann \| Bora-Hansgrohe \| + 48 s \| \| \| 4.º \| Simon Yates \| Mitchelton-Scott \| + 51 s \| \| \| 5.º \| Tony Gallopin \| AG2R La Mondiale \| + 59 s \| \| \| 6.º \| Michał Kwiatkowski \| Team Sky \| + 1 min 06 s \| \| \| 7.º \| Ion Izagirre \| Bahrain-Merida \| + 1 min 11 s \| \| \| 8.º \| Nairo Quintana \| Movistar Team \| + 1 min 14 s \| \| \| 9.º \| Steven Kruijswijk \| LottoNL-Jumbo \| + 1 min 18 s \| \| \| 10.º \| Enric Mas \| Quick-Step Floors \| + 1 min 23 s \| \| |                    |                   |                  |
| |                    |                   |                  |
| Fuente: ProCyclingStats |                    |                   |                  |
| Clasificación general |                    |                   |                  |
| Ciclista | Ciclista           | Equipo            | Tiempo           |
| 1.º | Rudy Molard        | Groupama-FDJ      | 26 h 44 min 40 s |
| 2.º | Alejandro Valverde | Movistar Team     | + 47 s           |
| 3.º | Emanuel Buchmann   | Bora-Hansgrohe    | + 48 s           |
| 4.º | Simon Yates        | Mitchelton-Scott  | + 51 s           |
| 5.º | Tony Gallopin      | AG2R La Mondiale  | + 59 s           |
| 6.º | Michał Kwiatkowski | Team Sky          | + 1 min 06 s     |
| 7.º | Ion Izagirre       | Bahrain-Merida    | + 1 min 11 s     |
| 8.º | Nairo Quintana     | Movistar Team     | + 1 min 14 s     |
| 9.º | Steven Kruijswijk  | LottoNL-Jumbo     | + 1 min 18 s     |
| 10.º | Enric Mas          | Quick-Step Floors | + 1 min 23 s     |

### Clasificación por puntos
| Clasificación por puntos | Clasificación por puntos | Clasificación por puntos  | Clasificación por puntos | Clasificación por puntos |
| Ciclista                 | Ciclista                 | Equipo                    | Puntos                   |                          |
| ------------------------ | ------------------------ | ------------------------- | ------------------------ | ------------------------ |
| 1.º                      | Alejandro Valverde       | Movistar Team             | 51 pts                   |                          |
| 2.º                      | Michał Kwiatkowski       | Team Sky                  | 48 pts                   |                          |
| 3.º                      | Peter Sagan              | Bora-Hansgrohe            | 43 pts                   |                          |
| 4.º                      | Elia Viviani             | Quick-Step Floors         | 41 pts                   |                          |
| 5.º                      | Tony Gallopin            | AG2R La Mondiale          | 35 pts                   |                          |
| 6.º                      | Simon Clarke             | EF Education First-Drapac | 30 pts                   |                          |
| 7.º                      | Danny van Poppel         | LottoNL-Jumbo             | 30 pts                   |                          |
| 8.º                      | Benjamin King            | Dimension Data            | 29 pts                   |                          |
| 9.º                      | Alessandro De Marchi     | BMC Racing Team           | 28 pts                   |                          |
| 10.º                     | Wilco Kelderman          | Team Sunweb               | 27 pts                   |                          |

### Clasificación de la montaña
| Clasificación de la montaña | Clasificación de la montaña | Clasificación de la montaña | Clasificación de la montaña | Clasificación de la montaña |
| Ciclista                    | Ciclista                    | Equipo                      | Puntos                      |                             |
| --------------------------- | --------------------------- | --------------------------- | --------------------------- | --------------------------- |
| 1.º                         | Luis Ángel Maté             | Cofidis, Solutions Crédits  | 42 pts                      |                             |
| 2.º                         | Pierre Rolland              | EF Education First-Drapac   | 20 pts                      |                             |
| 3.º                         | Benjamin King               | Dimension Data              | 12 pts                      |                             |
| 4.º                         | Ben Gastauer                | AG2R La Mondiale            | 7 pts                       |                             |
| 5.º                         | Bauke Mollema               | Trek-Segafredo              | 6 pts                       |                             |
| 6.º                         | Nikita Stalnow              | Astana                      | 6 pts                       |                             |
| 7.º                         | Thomas de Gendt             | Lotto-Soudal                | 5 pts                       |                             |
| 8.º                         | Simon Clarke                | EF Education First-Drapac   | 4 pts                       |                             |
| 9.º                         | Nans Peters                 | AG2R La Mondiale            | 4 pts                       |                             |
| 10.º                        | Richie Porte                | BMC Racing Team             | 4 pts                       |                             |

### Clasificación de la combinada
| Clasificación de la combinada | Clasificación de la combinada | Clasificación de la combinada | Clasificación de la combinada | Clasificación de la combinada |
| Ciclista                      | Ciclista                      | Equipo                        | Puntos                        |                               |
| ----------------------------- | ----------------------------- | ----------------------------- | ----------------------------- | ----------------------------- |
| 1.º                           | Alejandro Valverde            | Movistar Team                 | 14 pts                        |                               |
| 2.º                           | Michał Kwiatkowski            | Team Sky                      | 26 pts                        |                               |
| 3.º                           | Benjamin King                 | Dimension Data                | 37 pts                        |                               |
| 4.º                           | Bauke Mollema                 | Trek-Segafredo                | 58 pts                        |                               |
| 5.º                           | Laurens De Plus               | Quick-Step Floors             | 60 pts                        |                               |
| 6.º                           | Simon Clarke                  | EF Education First-Drapac     | 60 pts                        |                               |
| 7.º                           | Simon Yates                   | Mitchelton-Scott              | 66 pts                        |                               |
| 8.º                           | Pierre Rolland                | EF Education First-Drapac     | 79 pts                        |                               |
| 9.º                           | Ben Gastauer                  | AG2R La Mondiale              | 80 pts                        |                               |
| 10.º                          | Jack Haig                     | Mitchelton-Scott              | 86 pts                        |                               |

### Clasificación por equipos
| Clasificación por equipos | Clasificación por equipos                | Clasificación por equipos | Clasificación por equipos |
| Equipo                    | Equipo                                   | Tiempo                    |                           |
| ------------------------- | ---------------------------------------- | ------------------------- | ------------------------- |
| 1.º                       | Astana                                   | 80 h 12 min 58 s          |                           |
| 2.º                       | Lotto NL-Jumbo                           | + 2 min 39 s              |                           |
| 3.º                       | Movistar Team                            | + 4 min 41 s              |                           |
| 4.º                       | Bora-Hansgrohe                           | + 6 min 25 s              |                           |
| 5.º                       | Bahrain-Merida                           | + 7 min 38 s              |                           |
| 6.º                       | Dimension Data                           | + 10 min 38 s             |                           |
| 7.º                       | EF Education First-Drapac p/b Cannondale | + 12 min 37 s             |                           |
| 8.º                       | Sky                                      | + 12 min 50 s             |                           |
| 9.º                       | UAE Team Emirates                        | + 17 min 50 s             |                           |
| 10.º                      | AG2R La Mondiale                         | + 23 min 02 s             |                           |

## Abandonos
Ninguno.